# Brüsenhagen
Brüsenhagen ist ein bewohnter Gemeindeteil im Ortsteil Vehlow der Gemeinde Gumtow im Landkreis Prignitz in Brandenburg.

## Geografie
Brüsenhagen liegt im Nordwesten des Bundeslandes Brandenburg, dort im Südosten des Kreises Perleberg.

## Geschichte
Ostsüdöstlich unweit des Ortes findet sich ein slawischer Burgwall mit dazugehöriger Vorburgsiedlung. Der Ort wurde erstmals 1333 als Brusenhagen urkundlich erwähnt, später unter anderem auch als Briesenhagen oder Breusenhagen verzeichnet. Im Ort gab es zu dieser Zeit bereits eine Pfarrkirche. Zu Brüsenhagen gehören Kreuzkrug (an der heutigen B 103 gelegen) sowie dahinter Brüsenhagen-Berg.
Baugeschichtlich handelt es sich um ein Sackgassendorf mit Kirche am Ende. Ursprünglich gehörte das Dorf zur Herrschaft des Markgrafen Ludwig von Brandenburg, welcher es 1343 verpfändete. Nach mehreren Besitzwechseln erfolgte 1424 eine Teilung der Herrschaft. Eine Hälfte fiel an die Familie von Blumenthal zu Vehlow (bis 1839), deren vermutlich prominentester Spross der römisch-katholische Bischof Georg von Blumenthal (1490–1550) ist. Die andere Hälfte ging an die Familie von Klitzing zu Demerthin (bis 1872), deren Familiensitz, Schloss Demerthin, als gut erhaltenes Renaissanceschloss noch heute zu bewundern ist. Im Jahr 1541 wurde Brüsenhagen nach der Reformation zur Tochterkirche von Vehlow. Zu dieser Zeit war das Pfarrhaus bereits ausweislich einer Visitation baufällig. Im Jahr 1678 entstand eine neue Dorfkirche.
Für das Jahr 1907 werden für Brüsenhagen ein Gutsbesitzer mit rund hundertfünfzig Hektar Land, sechs bürgerliche Güter mit dreißig bis knapp neunzig Hektar Land, zwei Landwirte mit jeweils zehn Hektar sowie sechs Landeigentümer, ein Gastwirt, ein Mühlenbesitzer, ein Lehrer, drei Altenteiler und zwei Rentner verzeichnet.
Der letzte Kirchenpatron war bis 1945 ein Herr von Blumenthal. Nach dem Ende des Zweiten Weltkrieges wurden im Jahre 1946 357,50 ha Gutsland enteignet und an 26 Neubauern verteilt. 1958 wurde die erste Landwirtschaftliche Produktionsgenossenschaft „Frohe Zukunft“ (Typ I) gegründet. Zwei Jahre später die zweite LPG „Bergauf“ (Typ I). Im Jahr darauf wurde die LPG „Bergauf“ mit der LPG „Max Riemann“ (Typ III) in Vehlow zusammengelegt, 1968 folgte ihr die LPG „Frohe Zukunft“. Im gleichen Jahr kam die Kirchengemeinde zu Kyritz-Wusterhausen, der Ort wurde nach Vehlow eingemeindet. 1974 wurde Brüsenhagen aus dem Pfarrsprengel Vehlow ausgegliedert und mit dem Pfarrsprengel Wutike dauerhaft verbunden. Zu dieser Zeit war das Kirchenschiff auf Grund fehlender Instandhaltungsmaßnahmen baufällig geworden und wurde abgetragen. Die Kirchengemeinde setzte sich jedoch dafür ein, dass ein schmaler Streifen mit einem Turmaufsatz erhalten blieb.
Am 30. Juni 2002 wurde Brüsenhagen als Ortsteil von Vehlow nach Gumtow eingemeindet. Im Jahre 2007 wurde ein großes Brüsenhagen-Fest im Dorf gefeiert, zu welchem über 200 Brüsenhagener und Ehemalige zusammenfanden. Seit 2010 ist der Förderverein „Kirche in Brüsenhagen e. V.“ um den Erhalt des Kirchturms bemüht. Es werden hierfür Kirchturmfeste, Konzerte und Lesungen organisiert. Seit 2014 findet im Kirchturm die feierliche Bekanntgabe der Preisträger des „Literaturpreis Nordost“ mitsamt Autorenlesung statt.

## Kultur und Sehenswürdigkeiten

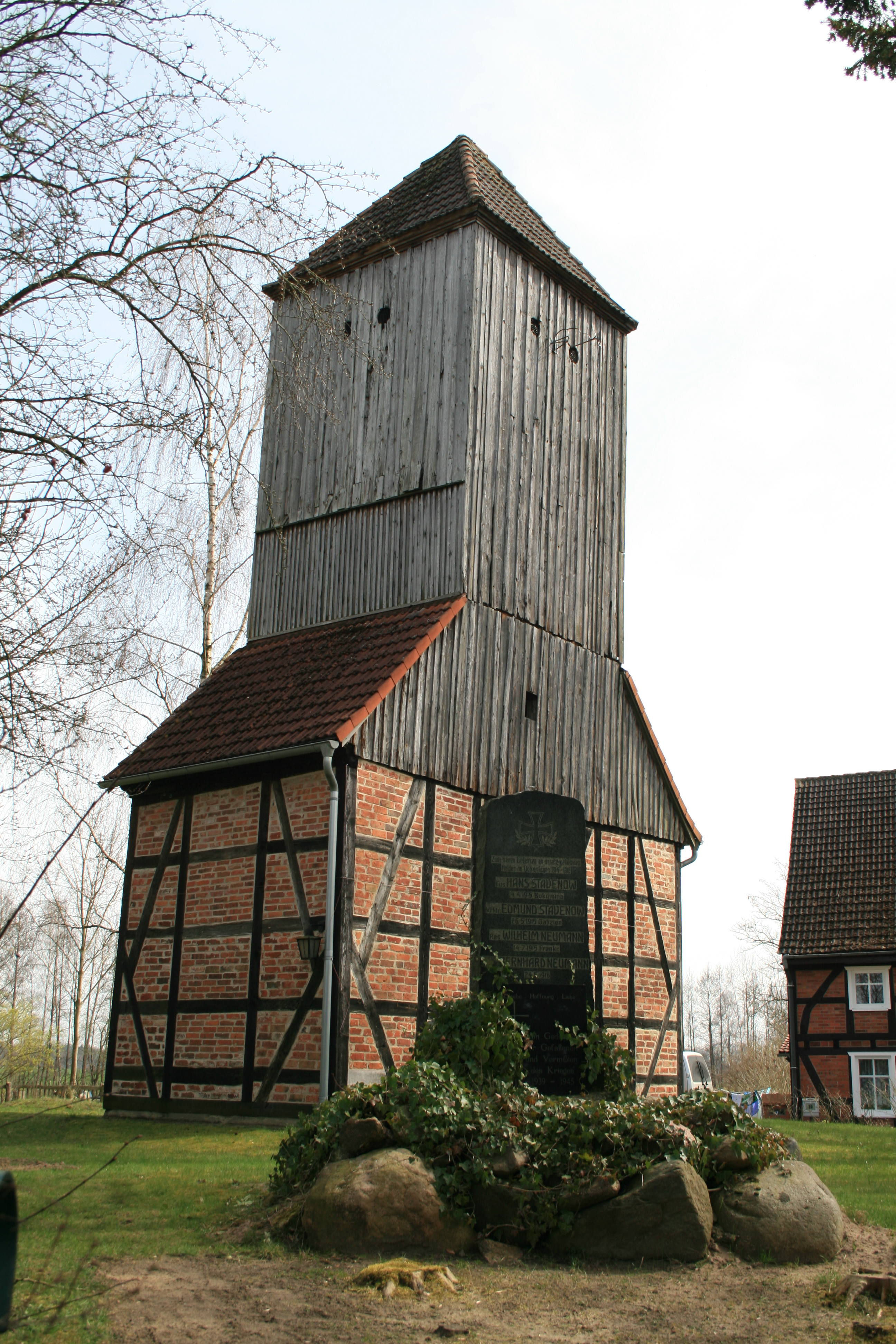
Nordwestansicht der Reste der Dorfkirche

- Die Dorfkirche Brüsenhagen ist eine denkmalgeschützte Fachwerkkirche[7] und entstand ausweislich einer Portalinschrift im Jahr 1678: „DEIN GÖTTLICHES WORT DEIN HELLES LICHT / UNS ABER VATER AUSLÖSCHE NICHT 1678“. Sie ist ein barocker Holzkirchenbau mit putzfreier, gemusterter Ausfachung, dessen polygonaler Ostschluss (das Schiff) in den Jahren 1972 und folgend aufgrund von Baufälligkeit abgetragen wurde. Der Restturm mit einem bretterverkleideten Fachwerk am Westende ist erhalten. Im Innenraum stand ein wertvoller „Achatiusaltar“, ein gotischer Flügelaltar. Er befindet sich seit 1978 in der Pfarrkirche St. Marien zu Kyritz. Zum Zwecke der Restaurierung wurde er der dortigen Kirchengemeinde übereignet. Erhalten sind ferner zwei Schnitzfiguren vom Anfang des 16. Jahrhunderts, Anna selbdritt darstellend, sowie Jünger-Darstellungen und Gebotstafeln aus dem Kirchenschiff. Die verbleibende Glocke von zweien im Turm geht laut Inschrift zurück auf einen Guss von 1726. Sie wurde im Auftrag der Kirchengemeinde 1852 von Klagemann in Berlin umgegossen.
- Eine alte Linde ist als Naturdenkmal ortsbildprägend. Ein jährlich wiederkehrendes und brütendes Storchenpaar hat in unmittelbarer Nähe sein Nest.

## Wirtschaft und Infrastruktur, regelmäßige Veranstaltungen
- Nach der Aufgabe einer Mühle, der Schule sowie der Gaststätte existieren im Ort noch drei landwirtschaftliche Betriebe,
- Einmal im Monat findet im Raum unter dem Kirchturm ein Gottesdienst statt.